# Großer Teich (Soest)
Der Große Teich ist ein Gewässer im Zentrum der Altstadt von Soest. Er ist örtlich auch als „Ententeich“ bekannt. Der Teich gehört als Quellgebiet zum Quellhorizont nördlich des Haarstrangs und entwässert in den  Soestbach.

## Geschichte

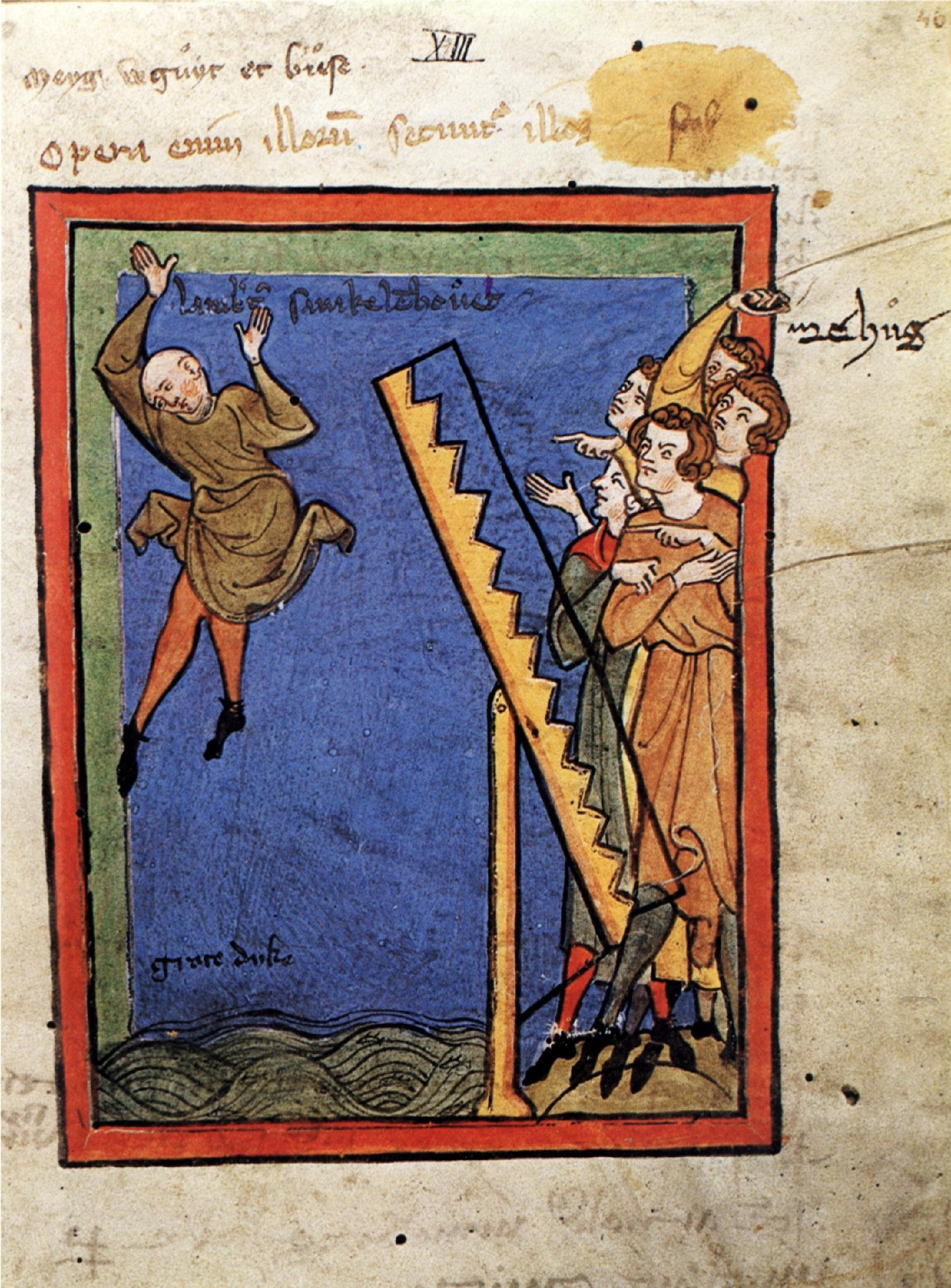
Darstellung der Wippstrafe, unten links auf der Abbildung der Schriftzug „Grote Dyke“

Der Große Teich ist ursprünglich ein intensives Quellgebiet mit zahlreichen Quellen. Bereits frühzeitig wurde das hier austretende Wasser so aufgestaut, dass ein über hundert Meter langer und bis zu fünfundsechzig Meter breiter Teich entstand. Auch außerhalb des Teiches tritt Wasser hervor, so direkt östlich des Teiches und im weiteren Verlauf südlich im „Kolk“. Die Aufstauung des Wassers diente wahrscheinlich zur Regulation des Mühlentriebs der „Teichsmühle“, die seit dem 13. Jahrhundert belegt ist. Die erste Erwähnung des Namens Großer Teich („Grote Dyke“) findet sich im Nequambuch, verfasst zwischen 1315 und 1421.
Die zentrale Lage des Teiches hat zu der örtlichen Überlieferung geführt, dass hier die Keimzelle der Stadt zu suchen sei, wofür jedoch Belege fehlen. Insbesondere die der Überlieferung nach ursprünglichen sechs Urhöfe, die um den Teich herum angesiedelt gewesen seien, dürften als eine nachträgliche Historisierung der historischen Hofenstruktur der Stadt zu sehen sein. Allerdings ist die Quellniederung, zu der der Teich gehört, als zusätzliche Sicherung der ottonischen Stadtbefestigung zu sehen, deren vorgelagerte Abgrenzung sie im Norden und Osten bildete. Heute befindet sich westlich des Teichs der „Theodor-Heuss-Park“. Der Teich ist für seine Panoramen bekannt; insbesondere das Motiv der Teichsmühle vor den Türmen der Wiesenkirche ist weitverbreitet.
Neben der Besonderheit, dass der Teich aufgrund der intensiven Quellaktivität nicht zufriert, ist vor allem die gelbgestrichene „Wippe“ am südöstlichen Ufer bemerkenswert, ein altertümliches Strafgerät, mit dem Delinquenten zur Strafe in den Teich gewippt wurden.

## Belege
1. 1 2 3  TIM-Online NRW – Topographisches Informationsmanagement, abgerufen am 6. April 2012
2. ↑  Der Teich im abgelassenen Zustand samt einzelnen Quelltöpfen vgl. Abb. auf S. 12 unter http://www.flussgebiete.nrw.de/Aktuelles/veranstaltungen/Bonn2008/11_0Lohmann_Stelzig_ppt.pdf@1@2Vorlage:Toter+Link/www.flussgebiete.nrw.de+(Seite+nicht+mehr+abrufbar,+festgestellt+im+April+2018.+Suche+in+Webarchiven)
3. ↑  Gewährsauskunft Hubertus Schwartz: Die Straßennamen der Stadt Soest. Stand vom 1. April 1966, Soest 1966.
4. ↑  Archivlink (Memento vom 6. April 2012 im Internet Archive) Siehe unter: 6. Großer Teich und Teichsmühle